# Bolusiella
Bolusiella é um género botânico pertencente à família das orquídeas (Orchidaceae).

## Lista de espécies
| - Bolusiella alinae - Bolusiella batesii - Bolusiella iridifolia | - Bolusiella maudiae - Bolusiella talbotii - Bolusiella zenkeri |